# Кено-аргенто-тетраедрит-(Fe)
Кено-аргенто-тетраедрит-(Fe) (застаріла назва — «фрейбергіт», синонім — «тетраедрит сріблистий») — комплексний сульфосольовий мінерал срібла, міді, заліза, стибію та арсену з формулою (Ag,Cu,Fe)12(Sb,As)4S13. Він має кубічні кристали і утворюється в гідротермальних родовищах. Утворює один ряд твердих розчинів з тетраедритом та інший з аргентотеннантитом. Фрейбергіт — непрозорий, з металевим сталевим блиском, від сірого до чорного кольору, з червонувато-чорним кольором риси. Він має твердість за Моосом від 3,5 до 4,0 і відносну густину від 4,85 до 5. Як правило, масивний або зернистий, без розщеплення та з нерегулярним зламом.
Мінерал вперше був описаний у 1853 році у срібних копальнях у типовій місцевості у Фрайберзі, Саксонія.